# Isznia
Isznia (ros. Ишня) – osiedle typu miejskiego w Rosji, w obwodzie jarosławskim, w rejonie rostowskim. W 2010 liczyło 3127 mieszkańców.